# Laos aux Jeux paralympiques d'été de 2016
Le Laos  participe aux Jeux paralympiques d'été de 2016 à Rio de Janeiro. Il est représenté par 1 athlète en dynamophilie.

## Dynamophilie

### Hommes
| Athlète | Compétition    | Tentatives | Tentatives | Tentatives | Tentatives | Meilleur | Rang |
| Athlète | Compétition    | 1er        | 2e         | 3e         | 4e         | Meilleur | Rang |
| ------- | -------------- | ---------- | ---------- | ---------- | ---------- | -------- | ---- |
| Pia Pia | Moins de 49 kg | 121        | 125        | 126        | -          | 121      | 6e   |